# Макеево (Спасский район)
Макеево — деревня в Спасском районе Рязанской области. Входит в Выжелесское сельское поселение

## География
Находится в центральной части Рязанской области на расстоянии приблизительно 32 км на восток-северо-восток по прямой от районного центра города Спасск-Рязанский.

## История
На карте 1850 года показана как поселение с 18 дворами. В 1859 году здесь (тогда деревня Спасского уезда Рязанской губернии) было учтено 22 двора, в 1897 — 35.

## Население
Численность населения: 205 человек (1859 год), 219 (1897), 26 в 2002 году (русские 100 %), 13 в 2010.